# Ghandi (Band)
Ghandi war eine deutsche Heavy-Metal-Band aus Willebadessen.

## Geschichte
Die Band wurde im Jahre 1986 von den Gitarristen Arnie Ghandi (bürgerlich: Arnold Sprenger) und G.R. Klik (bürgerlich: Gerd Klik) gegründet. Beide spielten zuvor in der Band Vicious Circle, die 1984 eine EP über Noise Records veröffentlicht haben. Komplettiert wurde die erste Besetzung durch den Sänger Tino Timm, dem Bassisten Guido Berendes und dem Schlagzeuger Wolf Degering. Die Band wurde vom Plattenlabel Metal Giant unter Vertrag genommen und nahm noch im gleichen Jahr in den Bielefelder Eastwood Music Studios über einen Zeitraum von elf Monaten ihr Debütalbum auf. Destruction Forever? erschien allerdings erst 1988 und erhielt von der Fachpresse äußerst negative Kritiken. Stefan Kerzel vom deutschen Magazin Metal Hammer schrieb von einem „mehr als peinlichen“ Ergebnis und vergab zwei von sieben Punkten.
Das Lied Entertainment of War erschien im gleichen Jahr auf der Kompilation Teutonic Invasion Part Two. Ghandi spielten verschiedene Tourneen im Vorprogramm von Bands wie Uriah Heep, Manfred Mann’s Earth Band und Golden Earring. Ein Jahr später verließen Tino Timm, G.R. Klik und Wolf Degering die Band und wurden durch den Sänger Jones, Bassist Peter und Schlagzeuger Gonzo ersetzt. Der Single Baby, It´s You folgte im Jahre 1990 das zweite und letzte Studioalbum Grateful Message, welches ebenfalls in den Eastwood Music Studios in Bielefeld aufgenommen wurde. Martin Groß vom Magazin Metal Hammer attestierte der Band, dass die musikalische Qualität gegenüber dem Debütalbum „wesentlich verbessert wurde“ und vergab vier von sieben Punkten. Holger Stratmann vom deutschen Magazin Rock Hard schrieb, dass die Musik „etwas bieder klingt“ und internationalen Vergleichen „nie und nimmer standhalten könne“. Laut Arnie Ghandi habe sich das Album in den Top 10 der japanischen Albumcharts platziert, noch vor Band wie Deep Purple und Iron Maiden. Kurze Zeit später löste sich die Band auf.

## Diskografie
- 1988: Destruction Forever? (Album, Metal Giant)
- 1989: Baby, It´s You (Single, Metal Giant)
- 1990: Grateful Message (Album, Metal Giant)